# Василь Перебийніс
Василь Перебийніс (фр. Wasyl Perebyinisse) (1 січня 1896, с. Малі Пузирки, Заславський повіт, Волинська губернія, Російська імперія — 13 листопада 1966, м. Лондон, Велика Британія) — український маляр, книжковий графік, театральний декоратор. У творчій праці еволюціонував від класицизму й реалізму до кубізму й конструктивізму. Під час війни за незалежність був сотником, старшиною до доручень Історичного відділу Штабу Дієвої армії УНР.

## Життєпис
Початкову малярську освіту отримав у 1910—1913 роках у школі рисунку і малярства Г. Крушевського в Почаєві. Продовжив навчання в Київському художньому училищі, класи Ф. Красицького і А. Прахової, далі в Академії мистецтв у Петербурзі (1915).
У 1917—1920 роках служив в Українській Армії.
Навчання продовжив у Краківській академії мистецтв, клас В. Вейса, яку закінчив 1926 року. Восени цього ж року провів в академії спільну виставку з Олександром Третяківим-Сосницьким.
Протягом 1926—1942 років мешкав у Парижі. Підтримував тісні контакти з львівським мистецьким середовищем. Член Асоціації незалежних українських митців. Серед робіт — живопис, чисельні пейзажі, портрети та книжкова графіка. Автор великої кількості проектів декорацій і костюмів для театрів Кракова та Парижа. Багато творів загинули під час і після Другої світової війни. Зокрема комуністами були знищені роботи, передані для виставки у Національний музей у Львові.
Виставки у Львові, Парижі, Відні, Кракові, Празі, Лондоні, Філадельфії. Твори зберігаються в багатьох державних та приватних збірках в Україні, Австрії, Чехії, Польщі, Франції, Великій Британії та США.